# Iguana (Marvel Comics)
Iguana (Rachel Leighton) es un personaje de ficción que aparece en los cómics estadounidenses publicados por Marvel Comics. Originalmente fue una súpervillana que formó parte de la Sociedad Serpiente, fue presentada por primera vez en Capitán América #310 (octubre de 1985) y se convirtió en una serie regular durante años.
Rachel Leighton hizo su debut como parte de la Sociedad de la Serpiente y pronto entró en conflicto con el Capitán América cuando el grupo llevó a cabo un asesinato. Más tarde, Leighton comenzó a desarrollar sentimientos por el Capitán América, alejándola de la Sociedad al lado de los buenos. Después de que el Capitán América ayudó a frustrar una toma de control por Viper, los dos comenzaron a salir. Debido a su participación con un superhéroe, la Sociedad de la Serpiente votó para ejecutarla, pero su vida fue salvada por sus amigos de la Sociedad de la Serpiente. Leighton, junto con Black Mamba y Asp, formaron BAD Girls, Inc. un trío de aventureras que ayudarían en ocasiones al Capitán América. Durante "Civil War" BAD Girls, Inc. se unió al grupo Anti-Registros del Capitán América. Luego se convirtió en agente de S.H.I.E.L.D., antes de regresar a sus raíces criminales como parte de Serpent Solutions.

## Historia de publicación
Iguana (Rachel Leighton) apareció por primera vez en Capitán América #310 (octubre de 1985), escrito por Mark Gruenwald e ilustrado por Paul Neary.

## Biografía del personaje ficticio
Rachel Leighton nació en Austin, Texas. Fue una vez una empleada de ventas de medio tiempo en una boutique, pero más tarde convirtió en mercenaria. En Capitán América vol. 1 # 319 revela al Capitán América que tiene un hermano y que cuando ella era más joven fue presentado por él al super-criminal conocido como Trapster. A cambio de armamento que el Trampero le proporciona, Leighton sugiere que en retorno ella se prostituya con criminal. Uno de los miembros de la Sociedad de la Serpiente original, Iguana era una mujer seductoramente astuta con experiencia en combate cuerpo a cuerpo, siendo entrenada por Anaconda en la academia del Supervisor. Su truco era que ella lanzaba diamantes con ácido o veneno en las puntas a sus enemigos. Después de su primer enfrentamiento con el Capitán América mientras tenía una misión para encontrar a MODOK, ella se enamoró al instante. Iguana fue asignada para llevar al Capitán América en custodia del Puercoespín, pero se mostró reacia a atacarlo, concentrando sus esfuerzos en Puercoespín. Más tarde intentó una alianza con el Capitán América para localizar el Azote del Inframundo.
Víbora organizó un golpe de la Sociedad Serpiente, causando que varios de sus subordinados se infiltraran como nuevos miembros y coloquen a Víbora para que asumiera por la fuerza. Iguana y su líder actual, Crótalo, escapó, reclutando al Capitán América y sus aliados para rescatar a las Serpientes que seguían fieles a Crótalo. Después de una feroz batalla, en la que Víbora fue derrotada, Crótalo abandonó la Sociedad Serpiente. Iguana se quedó por un tiempo bajo el nuevo líder, Cobra.
Rachel fue revelada posteriormente que renunció a la Sociedad Serpiente, y de alguna manera temporalmente cambió cuerpos con la Hombre X, Dazzler. Esto condujo, en parte, a una confrontación entre la Sociedad Serpiente y la Patrulla X. Iguana posteriormente alertó al Capitán América a la Caza de Bloodstone. Ella ayudó al Capitán América en combate con Batroc, Machete, Zaran, y el Barón Helmut Zemo. Ella encontró a Calavera pro primera vez. Iguana después acompañó al Capitán América a la Casa Calavera del Cráneo Rojo.
Iguana y Capitán América finalmente fueron en su primera cita, con la ayuda de las amigas de Rachel en la Sociedad Serpiente, Asp, Mamba Negra, y Anaconda. Luego luchó contra la Viuda Negra, y adquirió un nuevo traje. Iguana fue puesta finalmente en juicio por la Sociedad Serpiente por confraternizar con el enemigo (la mayoría de la Sociedad asumiendo, erróneamente, que Iguana había traicionado sus secretos al Capitán América) y declarada culpable por sus acciones, y casi ejecutada. Ella escapó con la ayuda del Capitán América y Paladín, y posteriormente contratada para ayudar a Paladín a vengarse de la Sociedad Serpiente. Junto con sus mejores amigas Mamba Negra y Aspin, formó "BAD Girls, Inc." Después de un fallido intento de secuestro de Anaconda, Iguana fue llevada a bordo de la nave de Superia, y se unió a sus Femizonas por la fuerza. Mientras que estaba a bordo de la nave de Superia, ella fue atacada por la Femizona Boca de Dragón, de quien Iguana desarrolló una fobia. Después de ser rescatada y luego ser utilizada como sujeto de prueba por el Cráneo Rojo para ver si los paquetes de sangre que Calavera trajo era realmente la sangre del Capitán América, el suero del súper soldado mejoró a Iguana y rastreó y se enfrentó a Boca de Dragón, que murió en la lucha.
Más tarde, hubo un fallo descubierto en el suero del super-soldado del cual estaba sufriendo Capi Iguana e fue hasta Superia con la esperanza de una cura. Usándola como sujeto de prueba, había una posibilidad de 50/50 de que la cura podía funcionar o matar a Iguana. Como estipulación adicional, si la prueba tuviera éxito, Iguana tenía que servir a Superia como la segunda Boca de Dragón. El experimento fue un éxito, pero después salió de este acuerdo cuando Superia fue asesinada.
Las BAD Girls se disolvieron después de eso. Algún tiempo después, Iguana se infectó con "nanosondas de control mental" por Barón Zemo. Iguana sufrió graves daños neurológicos de la experiencia y pasó un largo período de tiempo recuperándose a cuidado de S.H.I.E.L.D..
Las BAD Girls, Inc. reaparecieron en Cable & Deadpool, con la formación original intacta.
El hermano de Rachel, Danny, es también conocido como Degollador. Fue Danny y otro de sus hermanos, Ricky, que en un principio topó con una banda liderada por un hombre conocido como "Bing". Anhelando ser incluida, se acercó a Bing sola. Al alegar que ella haría cualquier cosa para unirse a la banda, Rachel fue golpeada y posiblemente violada por Bing, quien años más tarde se convertiría en Calavera, la secuestró, la mató de hambre, y abusó de ella hasta que aceptó, con motivo oculto, robar paquetes de sangre del Capitán América de la Mansión de los Vengadores. Bing / Calavera asesinó a Danny / Degollador, que estaba tratando de reemplazarlo como ayuda al Cráneo Rojo y también mató al tercer hermano de Rachel, Willy, cuando, a pesar de estar lisiado en el ejército, buscaba venganza por rifle por la brutalidad infligida a su hermana poco después de que fue originalmente maltratada.
Iguana más tarde apareció junto con Aspin y Mamba Negra durante la Guerra Civil como miembro de los Vengadores Secretos. Tomó parte en la batalla final de la "guerra", pero no aceptó la oferta de amnistía que vino con la rendición del Capitán América. Más tarde, Iguana y las otras BAD Girls fueron capturadas por los Poderosos Vengadores en un centro comercial de Nueva York.
Iguana aparece en el Campamento Hammond, como una recluta oficial para la Iniciativa, junto con Hombre Hormiga, Cruzado, Melé, Geldoff, Señor Dragón, Geiger, y Nueve Rojo. Todos ellos fueron derrotados por K.I.A., un clon pícaro de Michael Van Patrick. Más tarde se unió a otros miembros de la Iniciativa en la lucha contra los Skrulls en Nueva York durante la Invasión Secreta.
Cuando Norman Osborn asume el control de la Iniciativa, Iguana acepta trabajar para él. Iguana se revela como un miembro del nuevo equipo de la Iniciativa por el estado de Delaware, las Mujeres Guerreras. Después de que Constrictor le salva la vida de un avión que se estrella, los dos comienzan una relación sexual. Sin embargo, Constrictor descubre que ella está trabajando en secreto para "Resistencia de los Vengadores" de Guantelete. Constrictor decide no decir nada, pero se preocupa por lo que pasaría si ella se enterara. Tanto Iguana como Constrictor son parte de la invasión de Asgard. Iguana intenta contactar con la Resistencia, pero no puede avanzar. Ella debate si debe o no ayudar a Thor cuando Osborn y varios otros conspiran contra él. Cuando Maria Hill llega en defensa de Thor disparando un lanzacohetes a Osborn y sus hombres, Iguana se suma a la explosión dejando caer algunos diamantes explosivos. Constrictor la salva y los dos discuten sobre su conducta imprudente. Ellos presencian a Vigía matando a Ares e Iguana ve a Steve Rogers entrando en el campo de batalla. Como los Vengadores comienzan a cambiar el curso de la batalla, Iguana trata de llamar la atención de Steve Rogers y asegurarse de que sabe que ella y Constrictor están de su lado. Constrictor malinterpreta sus acciones y cree que ella lo está abandonando. Se vuelve para encontrarlo pero al mismo tiempo Vigía ataca los cimientos de Asgard por orden de Osborn. Como Rachel y Constrictor se reencuentran, Asgard cae al suelo. Rachel es desenterrada por Steve Rogers. Constrictor ve esto y piensa que Rachel no lo ama, huye de la escena con el Supervisor. Después de la derrota de Osborn, Rachel asiste a una fiesta en la Torre de los Vengadores donde Steve Rogers le pide que coordine los equipos restantes de los Cincuenta Estados. Ella le dice que lo pensará.
Más tarde, Rachel se muestra trabajando como agente de S.H.I.E.L.D. y luciendo un nuevo disfraz.
Como parte de la marca All-New, All-Different Marvel 2015-2017, el Capitán América se entera de los planes de Viper con la Sociedad de la Serpiente, que ahora operan bajo el nuevo nombre de Soluciones Serpiente. Visita al mercenario retirado Iguana para obtener información sobre el grupo. Su reunión es interrumpida por Cottonmouth, Black Racer y Copperhead. Durante la batalla que siguió, Black Racer apuñala a Iguana en el intestino. Después de que el Capitán América derrota a los tres villanos, se apresuró a ayudar a Iguana. Iguana inmediatamente traiciona al Capitán América, revelándose como miembro de la Sociedad Serpiente una vez más, y el Capitán América es tomado prisionero y llevado a la guarida de la Sociedad de la Serpiente. Esto lleva a un enfrentamiento entre la Sociedad y el Capitán América, Joaquín Torres, Misty Knight y Hombre Demolición, durante el cual Iguana se vuelve contra Viper y ayuda a los héroes a derrotar a la Sociedad.
Iguana se ve luego trabajando con sus amigos cercanos Domino y Outlaw como mercenarios.

## Iguanas relacionadas

### Debbie Bertrand
Una tercera Iguana apareció en la historia de la Guerra Secreta. Esta Iguana era Deborah "Debbie" Bertrand. Debbie asistía a la Universidad de Carolina del Norte con una beca de atletismo, llegando a ser una atleta olímpica y gimnasta All-American. Por motivos desconocidos, al parecer, abandona la carrera para probar suerte como mercenaria, compró equipo del Chapucero, que él había diseñado para Iguana (Rachel Leighton). Tal vez esperando utilizar la reputación de Leighton para impulsar su incipiente carrera propia, Bertrand adoptó el mismo nombre en código, a pesar de que Leighton aún seguía usando esa identidad. Nick Furia pensó que cuando Rachel se enterara, ella "patearía el culo de la impostora". Bertrand se unió con el Quemador para atacar a Daredevil en su apartamento. Ellos no contaban con que Spider-Man estuviera ahí y tuvieron que retirarse. Tomó parte en la batalla en el Hospital del Monte Sinaí y fue detenida después de que los héroes ganaron el día.

### Rachel Leighton LMD
Una cuarta Iguana, aparentemente la verdadera Rachel Leighton, resurgió como una operativa de S.H.I.E.L.D., tratando de reavivar su romance con el Capitán América, cuando en realidad estaba trabajando encubierta para el Cráneo Rojo. Verdaderamente amando a Steve Rogers, pero todavía dispuesto a seguir la trama, ella misma fue confrontada y asesinada por el propio Cráneo Rojo, sólo para "resucitar" con una forma biomecánica capaz de tomar el control de piezas de tecnología, como la armadura potenciada usada por el villano nazi. Nick Furia explicó entonces que la "nueva" Rachel era un Life Model Decoy avanzado, de hecho tan avanzado como para creerse una humana y se mantuvo en almacenamiento, mientras trabajaba en una manera de restaurar su programación adecuada. Antes de que "ella" pudo ser restaurada, el Maníaco de Hierro acabó con todos sus recuerdos, y remodeló su cuerpo en una nueva armadura neuroquinética para sí mismo.

### Iguana de Hobgoblin
Mientras recuperaba sus franquicias, Roderick Kingsley vendió uno de los viejos disfraces de Iguana a un criminal sin nombre para convertirse en su versión de Iguana.

## Poderes y habilidades
Leighton es una mujer atlética sin poderes sobrehumanos. Ella tiene habilidades en gimnasia, y en lanzar pequeños objetos balísticos con gran precisión, y en pilotaje de aeronaves pequeñas. También tiene conocimientos generales de técnicas de lucha callejera y algo de jujitsu. Leighton lleva un traje de tejido elástico sintético respaldado por tejido Kevlar, con dos correas en los bíceps y dos correas en los muslos para llevar los diamantes lanzables, bolsillos ocultos en la parte superior de las botas, en los tacones de las botas-, arriba de los guantes y un brasier para otros diamantes lanzables, y pendientes de diamantes lanzables. Su armamento personal consiste en diamantes lanzables, que son en realidad octaedros de circonio huecos de 4 pulgadas (101,6 mm) (aunque no sean de diamantes, tienen forma de diamante) que contienen diversas sustancias; uranio gastado, explosivos plásticos, ácido nítrico, gas lacrimógeno, humo, narcóticos derivados de curare, etc. Su equipo fue originalmente diseñado y fabricado por Trapster, pero su diseño posterior y su fabricación fue del Chapucero.

## Otras versiones
La versión de Ultimate Marvel de Rachael Leighton aparece como una adolescente punk de la calle con el nombre de Iguana. Ella es miembro de la pandilla Serpent Skulls y enemiga de Spider-Man y los All-New Ultimates.

## En otros medios

### Televisión
- La versión Iguana de Rachel Leighton aparece en Marvel Disk Wars: The Avengers, con la voz de Naomi Shindō. Ella es vista como la compañera de Rosetta Riley.

### Película
Iguana iba a aparecer en Captain America: Brave New World (2025), interpretada por Rosa Salazar, antes de que sus escenas fueran cortadas.

### Videojuegos
- Iguana aparece como un personaje Jefe en Marvel: Ultimate Alliance 2 con la voz de Jameela McMillan.[38] Ella participa en el ataque de Lucia von Bardas sobre Nueva York. Más tarde es controlada por los nanocitos de control mental y ataca a los héroes, junto con Torbellino y Piedra Lunar en el portal que conduce fuera de la prisión de Zona Negativa.
- La versión de Iguana de Rachel Leighton aparece como uno de los muchos personajes jugables en Lego Marvel Vengadores.